# Ray Obiedo
Ray Obiedo (Richmond, ...) è un compositore e chitarrista statunitense di jazz.
Ray iniziò la sua eclettica carriera molto giovane nella baia di San Francisco, dove subì l'influenza di Miles Davis, Henry Mancini, Antônio Carlos Jobim. Ma l'influenza maggiore la ebbe da James Brown, da cui prese le sonorità funky ed il modo di suonare la chitarra.
Alla fine degli anni ottanta divenne uno dei più popolari esponenti del jazz californiano. Si unì a Johnny "Hammond" Smith per diversi tour, quindi con il trombettista Julian Priester incidendo per la ECM con Sheila E. alla batteria e Sonny Rollins alle tastiere.
Incise considerevoli "session" e tour con Herbie Hancock, George Duke, Lou Rawls, Rodney Franklin e Marc Russo.

## Discografia
- Perfect Crime (1989) - Windham Hill Records
- Iguana (1990)
- Stiks & Stones (1993)
- Zulaya (1995)
- Sweet Summer Days (1997)
- Modern World (1999) - Domo Records